# 電撃!! イージス5
『電撃!! イージス5』（でんげきイージスファイブ）は、谷川流による日本のライトノベル。イラストは後藤なおが担当している。電撃萌王vol.5（2003年3月）よりvol.14（2005年6月）まで連載された。書籍版は電撃文庫（メディアワークス）より2004年11月から2005年10月まで刊行された。第1巻のあとがきによると、同誌の読者参加企画案がもとになったとのこと。

## あらすじ
大学進学を機に、変人科学者として有名な祖父の住む洋館に（監視役も兼ねて）下宿することとなった逆瀬川秀明。ところが屋敷に行ってみると、そこには祖父の姿はなく、代わりにいたのは5人の美少女と、しゃべる羊のヌイグルミだった。ガニメーデスと名乗る羊によれば、祖父は現在行方不明で、彼女たちは他次元侵略体「EOS」に対抗できる唯一の存在らしい。秀明はわけのわからないまま、彼女たちの世話と戦術指揮を行うことになる。

## 登場人物
逆瀬川 秀明（さかせがわ ひであき）
本編の主な語り手。物語開始時点で入学したばかりの大学1年生（以後、年齢・学年等は基本的に第1話開始時点でのもの）。進学先の大学がたまたま近所だったのと、何をしでかすかわからない祖父の見張りを両親から命じられたため、祖父の屋敷に住むことになる。同居している5人の少女の世話をしつつ、EOSとの戦闘時には彼女らの指揮を担当。あろえや琴梨からは「ひーくん」、巴からは「博士の孫のかた（お孫さん）」と呼ばれる。家族構成は他に両親と妹。
性格は基本的に真面目で（親戚からは外見・性格とも若い頃の祖父にそっくりと言われているとのこと）、恋愛についてはかなり疎い。朴念仁というわけではなく、人並みに女性に興味はある様だが、ガニメーデスの言動があまりにも破廉恥であるため、反動で常識人的な言動が多くなっている。
5人娘は家事全般、特に料理に関してはほとんど無能に近いため（ガニメーデスいわく「コーヒーを入れると泥水に、食パンは備長炭に、目玉焼きは何だかよく解らない物質に化学変化」する）、料理は彼の重要任務のひとつである。
ガニメーデスの名を聞いて即座に「トロイアの王子」と理解できるあたり、ギリシア神話に詳しいらしい。大学の専攻は不明だが、本人曰く「高校二年の二学期から数学と縁を切り、文系の道を志した」（第6話より）とのこと。
掛川 あろえ（かけがわ あろえ）
14歳。身長154cm。スリーサイズは上から79・55・82。
使用アイテムはA3サイズのスケッチブック。Dマニューバは描いた絵を実体化させる《あぐらいあ》。ただしスケッチブックの表紙を開いてから3分以内で描ききらねばならず（3分後には自動的に実体化する）、実体化させた物体の持続時間も3分程度。なお、彼女のデッサン力には非常に問題があり、一見しただけでは何を表したものか判然としないこともしばしばである（能力的には問題ないことが多い）。
時折同じ言葉を重ねる癖がある「天然っぽい娘」（李里評）。いつも笑顔を絶やさないムードメーカー。ただし、気の遣い過ぎでストレスが溜まり、時々倒れることもある。
ぬいぐるみ製作が趣味（ただし下手）で、ガニメーデスの端末の外装も自作した。
草花の観察が好きらしく、いつも植物図鑑を持ち歩いては屋敷の近所に生えている雑草について調べているが、ほとんどの場合対象は誰でも知っているような草花である（セイタカアワダチソウ、春紫苑など）。登校途中に没頭してしまい、遅刻しかけることも。
5人の中では唯一、なんとか食べることが可能な料理を作れるが、得意?料理は具が鰹節だけの「猫喜び炒飯」。どうやら味オンチらしく、以前巴が作った肉じゃが（と称する物質）を普通に食べ、しかも「けっこう美味しい」と感じたらしい。ただし、お茶は普通にいれることが出来る。
彼女だけは最初からガニメーデスの覗き（隠しカメラ）に気づいているが、あまり気にはしていない様子。
屋敷にたむろしている野良猫にそれぞれ（勝手に）名前をつけている。猫達の方でも彼女に一番なついている。
三隅 埜々香（みすみ ののか）
12歳。身長139cm。スリーサイズは上から60・50・62。
使用アイテムはアルトリコーダー。Dマニューバは任意の曲を演奏することで3匹の犬型エネルギー体（秀明曰く「精霊犬」）を操る《へかて》。ただし演奏が途切れると消滅してしまうのと、犬たち自体動きに精彩を欠く（ガニメーデスによると3匹同時操作は困難らしい）ため、使い勝手はよくない。また、操作の成否は演奏技術にも大きく左右されるらしい。埜々香の演奏の腕前は、曲目が「相当推理しないと解らない」ほどである。
「精霊犬」は、赤・青・黄の3色。ガニメーデスの命名では、順に《すきゅら》、《らいらぷす》、《けるべろす》。あろえはコロスケ、山田さん、八幡太郎と命名している。
メンバー最年少。極度の対人恐怖症であり、特に初対面の人物と応対すると一瞬で失神してしまうほど。凌央とは別の意味で言葉数は少ないが、その分感情が顔に出やすい。
移動用の車中では（定員オーバーのため）頻繁にトランクに押し込められるか、もしくは誰か（主に秀明か巴）の膝の上に乗せられる。
大の犬好きで、操作するエネルギー体の形状が犬型であるのもそのためである。後にこれが物語の展開に大きく影響を及ぼすことになる。
第5話で彼女が拾ってきて「ぴょろすけ」と命名した犬が、実はEOSであったことが判明する。しかし、子犬の姿で安定しており当面の危険はないこともあって、彼女だけでなく全員がその討滅を躊躇する。しかし、凌央の製作した次元間通信装置（不完全であり、すぐに爆発してしまった）の影響で一時的に帰還した博士が引き取る。そして最終話で博士とともに帰還し、物質世界とEOSの架け橋であるその存在は、高次元存在との交渉に大きく寄与した。
佐々 巴（ささ ともえ）
16歳。身長161cm、スリーサイズは上から83・58・85。
使用アイテムは竹刀。Dマニューバは、技の名前を叫びながら振るうことで爆発的な攻撃エネルギーを放出する《えりす》。遠隔攻撃も可能。ただしエネルギーチャージに3分程度かかるのと、一度使用した技名は（そのときだけでなく、二度と）再利用できないのが難点。技名には特に意味や動作との連動は必要無く、強そうな名が付いていれば付いているほど破壊力も向上する。作中で最初に使用した技名は「超必殺円月殺法滅多ザクザク斬り!」。効果を上げるためには必然的に名前が長くなり、ほとんど早口言葉と化してしまうことも欠点である。稀に噛んでしまって発動に失敗することも。
5人の中ではリーダー格。常にお嬢様言葉で喋る。生真面目な性格。李里の評も「お嬢さまみたいなやつ」。近眼らしく、ときには眼鏡をかけることも。
秀明に対して好意を持つが、本人はそれを上手く表に出せない（当然ながら秀明以外の周囲の全員にはバレバレ）。いわゆるツンデレ。
実は大の猫好きで（犬も嫌いではないが）、将来は猫に関わる職種に就くのが夢。
鴻池 琴梨（こうのいけ ことり）
15歳。身長163cm、スリーサイズは上から86・60・88。
使用アイテムはスケートボード。Dマニューバは、スケートボードでの超高速移動を可能にする《あたらんて》。音速をも超えるスピードを生かした体当たり攻撃はなかなか強力である。
いつも走りまわっている元気印。基本的に飽きっぽい性格で、興味の対象が次々と目まぐるしく変わる。普段からスケートボードを愛用しており、Dマニューバを起動しない状態でも制限速度オーバーの自動車を楽々と追い抜ける。ただ、屋敷から徒歩30分の距離を往復するのに3日かかるほどの方向音痴（正確には言われない限り直進し続ける）。隣町に凌央と一緒に出動し、帰路で迷子になっていたため、第1話には登場しない。
巴とは幼馴染で、ことあるごとに彼女に様々なトラウマを植えつけてきた（本人は全く自覚無し）。5人は全員同じ女子校に通っており、巴と琴梨は高等部、他の3人は中等部に所属している。
屋敷に出入りする付近一帯の野良猫と遊ぶのが趣味。俊敏に猫を捕獲してはノミ取り粉を振りまいたり風呂で洗ってやったりする。「瞬発力と反射神経は動物以上」らしい。
秀明をあまり男性として認識しておらず、風呂上りに半裸で歩き回ったり、無防備に密着してきたりして彼を苦悩させる（そして巴に怒鳴られる）こともしばしばである。
雪崎 凌央（ゆきざき りょう）
15歳。身長135cm。スリーサイズは上から64・55・65。
使用アイテムは毛筆。Dマニューバは空中に書いた文字（多くの場合四字熟語）が文字通りの効力を発揮する《でうかりおん》。語彙力が命運を左右する能力である。
基本的に無口、無表情。意思疎通は主に筆談で行い（ただし書くのはやはり四字熟語だけのことが多い）、文字を書く為に勧進帳（秀明の表現。えんま帳のことか？）のようなゴツい帳面を常に携帯している。
何かを指示されると、制止されるか続行できなくなるまでひたすら黙々と作業し続ける。風呂に入ると誰かが出ろと言うまで出てこず、巴によれば以前に浴槽で溺れて人工呼吸する羽目になったことがあるらしい。ただし、自主的に判断する、というプロセスが欠如しているだけであって、いちいち細かく指示すればそれに従って正確に作業を行なうことができる。身体能力もかなり優秀である。
琴梨と一緒に迷子になっていたため、第1話には未登場。
5人の中では最初から屋敷にいた。その理由と彼女の素性は最終話で明らかになる。
実は人間ではなく、次元の亀裂が生じた際に、高次元存在から物質世界を調査・報告すべく派遣された存在。しかし、物質世界に適合するために物質化した際、この世界に興味を持った模様で、本来の任務を超えて物質世界に肩入れし、博士に協力する。当初は彼女と博士の2人だけでEOSに対抗していた。他の4人を選んで対EOS能力を与えたのは彼女である。人選は彼女の恣意によるもので、博士曰く「友人になってみたい人間を選定したのではないか」とのこと。
凌央を通じて得た情報により、高次元存在はこの世界の生命体が物質のみに依存し、発展の可能性がないとして見切りをつけ、EOS化することを決定したが、凌央は反対し、高次元から新たに派遣されてきた「黒凌央」と対決する。
基本設定やキャラの表現に『涼宮ハルヒシリーズ』の長門有希と若干の共通点が見られる。
ガニメーデス
秀明の祖父が作り上げた高性能人工知能。第8話は彼(?)の視点で展開される。本体は屋敷内にあり、ブサイクな羊のヌイグルミ（あろえ作）に端末が仕込まれている。実はその存在については秘密があり、それは最終話で明らかになる。
5人や秀明のサポート役だが、「5人の生体モニタリング」と称して覗き（盗撮）を堂々とやってのけ、しかもそれを「最重要任務」と言い切ってはばからない。秀明曰く、高度な性能をひたすら無駄遣いする「エロ人工知能」。
あろえからは「ガーくん」、琴梨からは「ガー」、秀明からは「ガニメデ」「ガニ」と呼ばれる。
自業自得と言うべきか、蹴飛ばされたり引きずり回されたり巴の竹刀を食らったりと、端末（が入ったヌイグルミ）は結構ひどい目に遭っている。
彼の意識の核となっているのは実はEOSである。カサンドラシステムからは感知の対象外として設定されている。ガニメーデスおよびカサンドラシステムは、凌央の協力を得て博士が構築したもので、端末等のメンテナンスは（ガニメーデスの指示に従って、という形で）凌央がやっている模様。
博士
秀明の祖父。近所でも有名な変人であった。本名は不明（第4話で女子校の保健医が「逆瀬川先生」と呼んでいる）。秀明からは「爺さん」、李里には「お爺ちゃん」、他の面々からは「博士」と呼ばれる。何の博士号かは不明（おそらく工学か物理学）だが、科学者としては有能かつ有名であったらしく、かなりの資産を有し、政府などにもそれなりに顔が利く様子である。作中に直接登場することが少ないせいもあり、とにかく謎が多い人物。
彼が正月に（お年玉目当てに）訪れた秀明に手伝わせて行なった実験が全ての始まりであったらしい。ある人物から、実験が生んだ次元の亀裂からやって来る脅威「EOS」について警告された彼は、これに対抗すべく少女達を組織して戦うことになった。しかし、第1話冒頭の3日前、実験に失敗して（ガニメーデスによれば亀裂を塞ごうと試みたとのことだが真偽は不明）高次元世界へ飛ばされてしまい、行方不明となった。最終話で帰還するが……。
高次元存在からは「漂流者」と呼ばれる。EOSを物質世界において恒久的に活用することを目論み、高次元存在から危険視されている。物質に依存する生命体を低次なものとみなし、この世界をエネルギー化しようとする高次元存在をペテンにかけ、50億年もの猶予を約束させた後、次元の亀裂を塞ぐと見せかけて自身は再度次元の彼方へ旅立つ。結局状況は変化することはなく、秀明と少女たちの、侵入してくるEOSとの戦いの日々は続くことになる。
逆瀬川 李里（さかせがわ　りり）
秀明の妹。年齢は4歳違い。第9話で、1年近くも帰って来ず、ろくに連絡も寄越さない兄を心配して様子を見にやって来る。登場時点で15歳の高校1年生。ブラコンというわけではないようだが、兄と同居する5人娘を見て面白くはない様子で、特に巴に対して反感を持つ。

## 作中用語集
EOS（イオス）
Evil Ones Speciesの頭文字を取ったもの。日本語なら「他次元侵略体」。
秀明の祖父がうっかり次元に入れてしまった裂け目からあふれ出した存在。時間の二乗に比例して拡大していき、最終的には地球を覆いつくす、とはガニメーデスの説明。
この設定は『涼宮ハルヒシリーズ』の閉鎖空間と若干の共通点が見られる。
その出現パターンは「放射性原子核の粒子放出なみにランダム」で、実体化すると怪物的な形状となる（何故か海産物を模した形態を取る事が多い）。通常は特に暴れたりするわけではないが、Dマニューバ以外の手段では排除や破壊は不可能。Dマニューバによる攻撃で「核」を破壊されると消滅する。
屋敷に備えられている「カサンドラシステム」は、EOSの出現を感知して警報を発する。ただし、出現位置の座標は正確に特定できるが、出現時刻は現時刻プラスマイナス30分の範囲としかわからない（従って警報の時点で既に出現済の場合も少なくない）。
当初は単に出現して増殖し、（Dマニューバによる）攻撃に反応するだけで、知性の有無は確認できなかったが、徐々に知的な戦術とも思える行動を取るようになる。そして……。
最終話で、高次元存在の燃料であり、かつ意思を持つエネルギー体(Energy Of Space-time continuum)であることが判明する。高次元存在はこの世界そのものをEOS化し、彼らのエネルギーとしようとしていたが、生命体の存在を知って興味を抱き、調査のために凌央を送り込んだ。
ディメンション・マニューバ（Dマニューバ）
EOSに対抗するために秀明の祖父が作り上げた、各人のアイテムに宿る異次元エネルギーをコントロールするシステム。戦闘用コスチューム（丈の短いワンピース。デザインはガニメーデス）に内蔵されており、これを着用してシステムを起動しないとアイテムは効果を発揮しない。アイテムとセットでDマニューバと呼称されることが多い。
なお、アイテムとDマニューバはそれぞれ専用であり、他者には使用できない。

## 既刊一覧
- 谷川流（著）・後藤なお（イラスト）、メディアワークス〈電撃文庫〉、全2巻
  - 『電撃!! イージス5』、2004年11月25日初版発行（11月10日発売[1]）、ISBN 4-8402-2852-3
  - 『電撃!! イージス5 Act.II』、2005年10月25日初版発行（10月11日発売[2]）、ISBN 4-8402-3173-7